# Alderton, Wiltshire
Alderton är en by i civil parish Luckington, i distriktet Wiltshire, i grevskapet Wiltshire, i England. Byn är belägen 8 km från Chippenham. Alderton var en civil parish fram till 1934 när blev den en del av Luckington. Civil parish hade 107 invånare år 1931. Byn nämndes i Domedagsboken (Domesday Book) år 1086, och kallades då Aldri(n)tone.